# Potsdamska konferencija
Na konferenciji koja je održana u Potsdamu (20 km jugoistočno od Berlina) 17. srpnja 1945. sovjetsku delegaciju su predstavljali Staljin i Molotov, američku delegaciju Harry Truman (koji dolazi nakon Rooseveltove smrti) i američki ministar vanjskih poslova James Byrnes, a britansku delegaciju Churchill i Eden - do 28. srpnja kada je na izborima Churchilla zamijenio Attlee, a Edena Bevin. Službeni zapisnici pokazuju da se, sukladno promjeni diplomatske postave, promijenio i ton pregovaranja – postao je oštriji, manje tolerantan, ponekad i sarkastičan, stoga je mogućnost za rješavanje političkih pitanja – za razliku od Jalte gdje se raspravljalo o vojnim ciljevima – i da se postigne sporazum postala neizvjesna. 

## Diplomacija i odluke
Premda je dugo vremena službeno priopćenje ostavljalo privid jedinstva između Velike Trojice, čak je i dokument kojeg su potpisali dao do znanja da o nekoliko pitanja nije postignuta nikakva suglasnost i da su mnoge odluke odgođene. Popis tema ukazuje na veliki raspon predmeta o kojima se raspravljalo na 13 satanaka na Potsdamskoj konferenciji, uz sastanke raznih komiteta i potkomiteta.
Ipak, ni taj popis ne sadržava pitanja kao što je problem u vezi Japana koji je zauzimao značajno mjesto ili npr. sekundarne teme kao što je Trst, Jugoslavija ili Španjolska. Dok su Rusi bili za prekid diplomatskih odnosa sa Španjolskom, Velika Britanija i SAD nisu bile spremne na to. Također, u popisu se ne spominje Turska, a zahtjev Rusa da tamo dobiju bazu je odbijen. Derdanelle je želio prisvojiti Staljin, no to je pitanje ostavljeno za kasnije pregovore.

Službeni ruski stav je bio da je u Potsdamu sve proteklo u redu. Međutim, čitava je situacija bila znatno drugačija no u Teheranu i Jalti. Saveznici su se uzajamno optuživali u širokom nizu pitanja. Tako su Britanci i Amerikanci smatrali politiku koju su vodili Rusi (posebice u Rumunjskoj i Bugarskoj) kršenjem Deklaracije koja je donesena u Jalti – Deklaracija o oslobođenoj Europi, a Rusi su uzvratili ukazavši na sličan slučaj kršenja u Grčkoj od strane Britanaca koji su zanemarivali tamošnji građanski rat.
Zatim je Truman pravio poteškoće vezane za priznavanje Bugarske, Mađarske i Rumunjske vlade. Bilo je i optužbi na račun britanskog i američkog plijena – posebice za opremu za naftna postrojenja u Rumunjskoj koja su zaplijenili Nijemci, a potom preuzeli Rusi. Rusi su, opet, okrivili zapadne sile da su u Trstu uspostavile talijanski fašistički režim.

Dok se Britanci i SAD na Jalti baš i nisu pokazali kao previše dominantne sile, u Potsdamu je situacija bila drugačija. Američka pokusna bomba je uspješno eksplodirala i Truman je bio neizmjerno zadovoljan, tako da je dobio novu sigurnost u pregovorima s Rusima. Churchill je bio oduševljen novim američkim predsjednikom i u potpunosti je podržavao čvrst stav prema Rusima te Trumanovu politiku koja je kasnije bila prozvana “politikom otvorenih vrata” u istočnoj Europi. Churchill je bio odlučno protiv ruskog pokušaja da preuzme vlast nad talijanskim kolonijama na Sredozemlju. Rusi nisu našli razloga za veselje ni kada je došla nova postava britanske vlasti i član ruske delegacije jednom je prilikom jasno dao do znanja da je Bevin tvrdoglav čovjek.

## Sama konferencija
- Ruski prijedlog da Sovjetski Savez preuzme vlast nad jednom od bivših talijanskih kolonija ponovno nije naišao na odobravanje od strane Vel. Britanije i SAD-a, stoga je taj problem predan Vijeću ministara vanjskih poslova. Suglasnost je postignuta u vezi seobe Nijemaca koji se još nalaze u Poljskoj, Čehoslovačkoj i Mađarskoj – dogovoreno je da se prema njima postupa humano.

- Jedan od najvažnijih uspjeha konferencije je bilo osnivanje Vijeća ministara vanjskih poslova čiji je hitan zadatak bio izraditi nacrt mirovnih ugovora s Italijom, Rumunjskom, Bugarskom, Mađarskom i Finskom, a ponešto i Njemačkom. Postignut je i sporazum o proceduri koja je na kraju dovela do uspostave Nürnbersškog suda kako bi se osudili veći njemački zločinci, ali su osnivani i drugi sudovi koji bi se bavili sličnim slučajevima.

Raspuštena je Tripartitna europska komisija sa sjedištem u Londonu. 
- Glavna tema rasprava bile je, očekivano, Njemačka. Istina je da su sve mjere demilitarizacije i denafikacije itd. bile naizgled strogo u skladu s prethodnim odlukama; naizgled je Njemačka bila stavljena pod zajednički nadzor četiriju sila. Njemačkom je trebalo upravljati Savezničko nadzorno vijeće kojeg su činila četvorica zapovjednika okupacijskih trupa.

Jedinstvo Njemačke kao političke i ekonomske cjeline prešutno je priznato i Rusi su kasnije sebi prisvajali zasluge što su se u ožujku 1945. odlučno protivili svim prijedlozima zapadnih sila da podjele Njemačku na zapadni dio sa središtemu Ruhru i Rajnskoj oblasti, južni dio koji bi obuhvaćao i Austriju sa središtem u Beču te na istočni dio kome bi glavni grad bio Berlin.
- Kako do te podjele nije došlo, Potsdam je predložio drugačije rješenje. Svi pokušaji Rusa da si osiguraju uporište u Ruhru su bili oštro odbijeni. Temelji za pravu podjelu Njemačke položeni su sporazumom o reparacijama. Rusi su se prije konferencije opskrbili raznim reparacijama iz sovjetske zone. Međutim, američki ministar vanjskih poslova je 23.srpnja objavio kako 20 mld dolara koje je Staljin iznio u Jalti (od čega je pola trebalo pripasti Sovjetskom Savezu) nije ostvarivo, a isto tako je ponovio kako SAD ne želi miješanje Rusa u kontrolu industije u Ruhru i drugim dijelovima zapadne Njemačke. U Potsdamu su Amerkinaci već bili napustili stajališta iz Jalte, stali na stranu Britanaca te se protivili Rusima. Rasprave oko odšete vodile su se nekoliko dana bez ikakvih rezultata. Na kraju praktički nije bila određena nikakva cifra. Nakon tjedan dana Rusi su pristali na prijedlog da svaka sila uzme reparacije iz vlastite zone, ali sa sljedećim uvjetom: da Staljin ima slobodne ruke uzeti svu njemačku imovinu po čitavoj istočnoj Europi, da od zapadne Njemačke dobije mali postotak reparacija 25% te da zapadne sile privremeno priznaju liniju Odra-Nysa.

Rješenje reparacija bilo je presudno. Započeo je proces u kojem je Rusija bila strogo isključena iz zapadne Njemačke, ali je u isto vrijeme učvrstila svoj politički i ekonomski utjecaj u istočnoj Njemačkoj, kao i u istočnoj Europi u cjelini. Ta podjela Njemačke bila je očita potvrda politike “interesnih sfera”, što se u potpunosti razlikovalo od Trumanove politike otvorenih vrata.
Istočna Njemačka koja je bila za polovicu manja od zapadne i od nje puno manje bogata, podnijela je uglavnom cijeli teret odštete Sovjetskom Sacezu i Poljskoj. Time je odmah u startu bila onemogućena jednolika ekonomska politika.
- Nije bio određen nikakav rok do kojeg treba trajati vojna okupacija Njemačke.Već na dan pobjede pojavili su se neki problemi vezani za povlačenje Amerikanaca iz onog dijela Saske gdje su dospjele njihove trupe. Zatim se javlja nepovjerenje u Moskvi zbog zakašnjenja britanskog razoružavanja njemačkih jedinica. Naime, Britanci su željeli još neko vrijeme imati te jedinice kao rezervu u slučaju da će se morati sukobiti sa Sovjetima.

- Oružane snage, kao i obična paramilitarna udruženja, morala su se raspustiti kako bi se spriječila obnova i reorganizacija nacizma i militarizma. Njemačko je naoružanje moralo biti uništeno, a njegova proizvodnja zabranjena, kao i Nacionalsocijalistička stranka i sve njene institucije, bilo kakvo propagiranje njenih programa. Njeni su zakoni bili opozvani, a uhićenim rukovoditeljima i ratnim zločincima predstojalo je suđenje. Nije trebalo biti središnje vlade, a upravljanje zemlje se trebalo decentralizirati. Poticat će se demokracija i postupno osnovati neki središnji odjeli za određene javne djelatnosti koji će biti pod strogim nadzorom okupacijskih sila.

- U ekonomskom pogledu, Njemačka je trebala biti cjelina. Industrija se trebala oduzeti malobrojnim pojedincima, a standard života Nijemaca nije smio biti viši od prosjeka drugih Europljana. Na neki će se način centralizirati administracija kako bi se Nijemcima omogućilo djelomično samostalno upravljanje područjima vezanima za poljoprivredu, prijevoz, novčane probleme, vanjsku trgovinu itd. Primjena tih načela bila je prihvaćena bez dugih rasprava jer je pružala jedinstvenu priliku za temelj dugotrajne suradnje pobjedničkih sila. Međutim, ta je primjena isto tako zahtijevala i zajedničko htijenje pobjednika, što se pokazalo upitnim zbog ranih političkih interesa koji uzrokovali konflikte.

- Između američke atomske bombe i i neobične odluke o reparaciji u Potsdamu postojala je izravna veza. Ona je zapravo bila karakteristična za privremenu (kako je Truman mislio) podjelu Njemačke i Europe na dva dijela. Premda se njena vanjska forma do neke mjere održavala idućih dvije ili tri godine, Potsdam je zapravo obilježio početak kraja mira i zajedništva Velike trojice čije je glavno uporište, kao su to Rusi smatrali, bio zajednički nadzor nad Njemačkom.

- Pitanje njemačke ratne mornarice bilo je prepušteno komitetu stručnjaka. Velika Britanija i SAD su u načelu pristale na predaju Köningsberga i okolnog teritorija Sovjetskom Savezu. Rješavanje problema priznavanja Rennerove vlade koju su Rusi uspostavili u Austriji bilo je odgođeno do ulaska britanske i američke vojske u Beč.

- Sovjetska vlada u Potsdamu nije bila službeno obavještena o bacanju atomske bombe, već je dobila izvještaj da se radi nekoj super-bombi. Ono što je zabrinjavalo Ruse u Postdamu nije bila neodređena vijest o nekoj super-bombi, već “postamski ultimatum” Japanu 26. srpnja u kojem se traži bezuvjetna predaja. Rusi tvrde da nisu bili konzultirani o tom anglo-američko-kineskom ultimatumu i kad su tražili da se objavljivanje odgodi za dva dana, bilo im je rečeno da vijest već objavljena. Stoga je razumno što su Rusi posumnjali da V. Britanija i SAD žele kapitulaciju Japana prije no što Sovjetski Savez uđe u rat.

- Pred kraj konferencije Rusima su bili iznijeti mnogi prijedlozi od strane Trumana koji Staljinu nisu ostavljali previše prostora za odstupanje. Na taj su način Amerikanci i Britanci povoljno prošli u dogovorima oko zapadne granice Poljske za koju je bilo određeno da će biti duž Odre i zapadne Nise.

- Slučaj Poljske je oslikavao širu situaciju kakva se stvorila u Potsdamu. SSSS je na njoj branio interese, dok su se Britanci i Amerikanci svrstali na suprotne pozicije. Staljin je naglask rasprave stavljao na zapadnu Njemačku, a ostalli na istočnu. Churchill je Trumanu izjavio kako se sredinom Europe spušta željezna zavjesa.

- Sovjeti su bili vrlo zainteresirani za Dardanelle, no i to je ostavljeno za kasnije pregovore.

## 
Koalicija je u Potsdamu pokazala da je proživjela svoje najbolje trenutke, ali i da duh jedinstva koji je prevladavao u ratu – još nije iščezao. Bilo je pitanje vremena kada će sve žešći pregovori doseći vrunac te hoće li jedinstvo Velike Trojice biti sačuvano ili razoreno sada nakon rata. 